# Brücke der Erinnerung

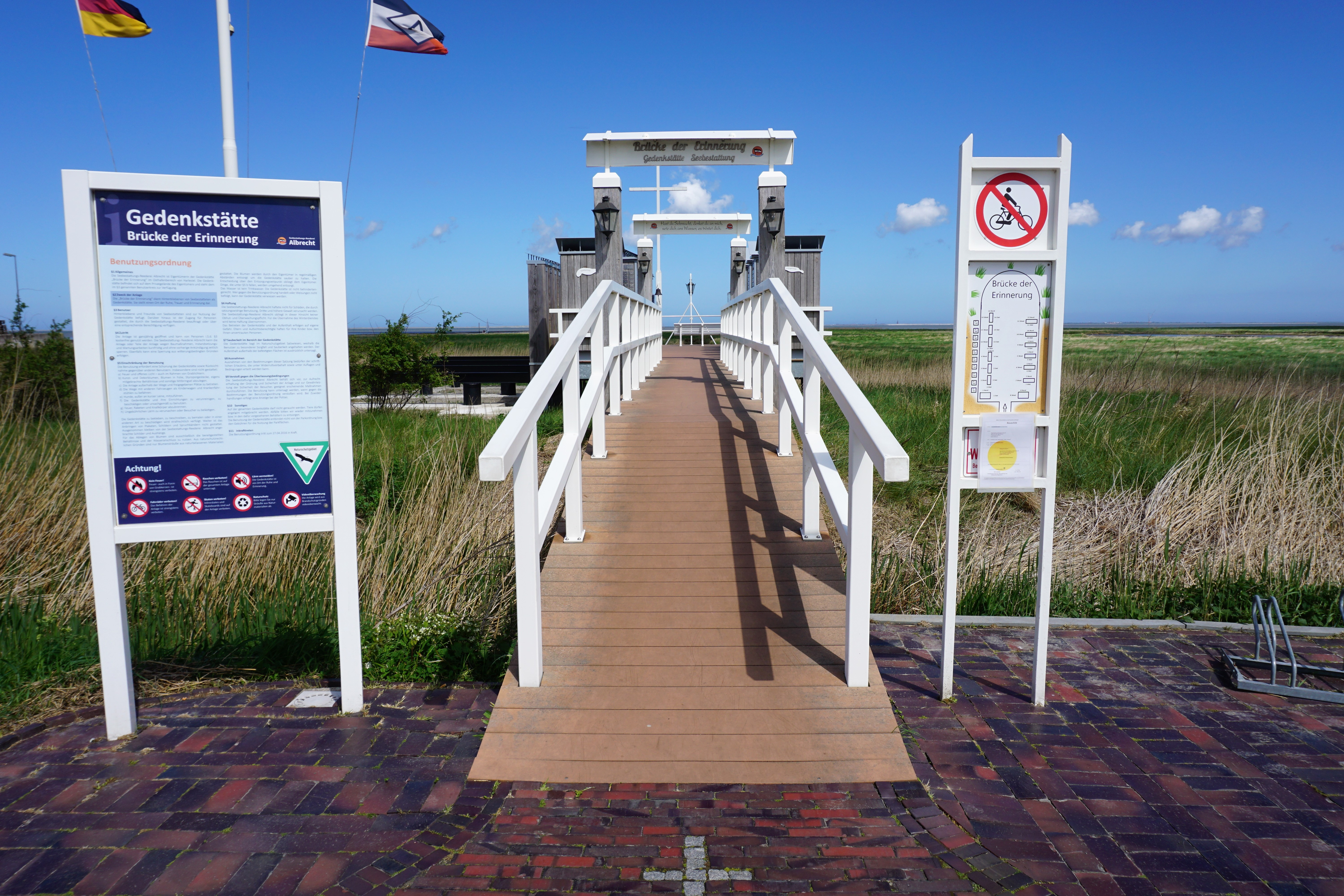
Eingang

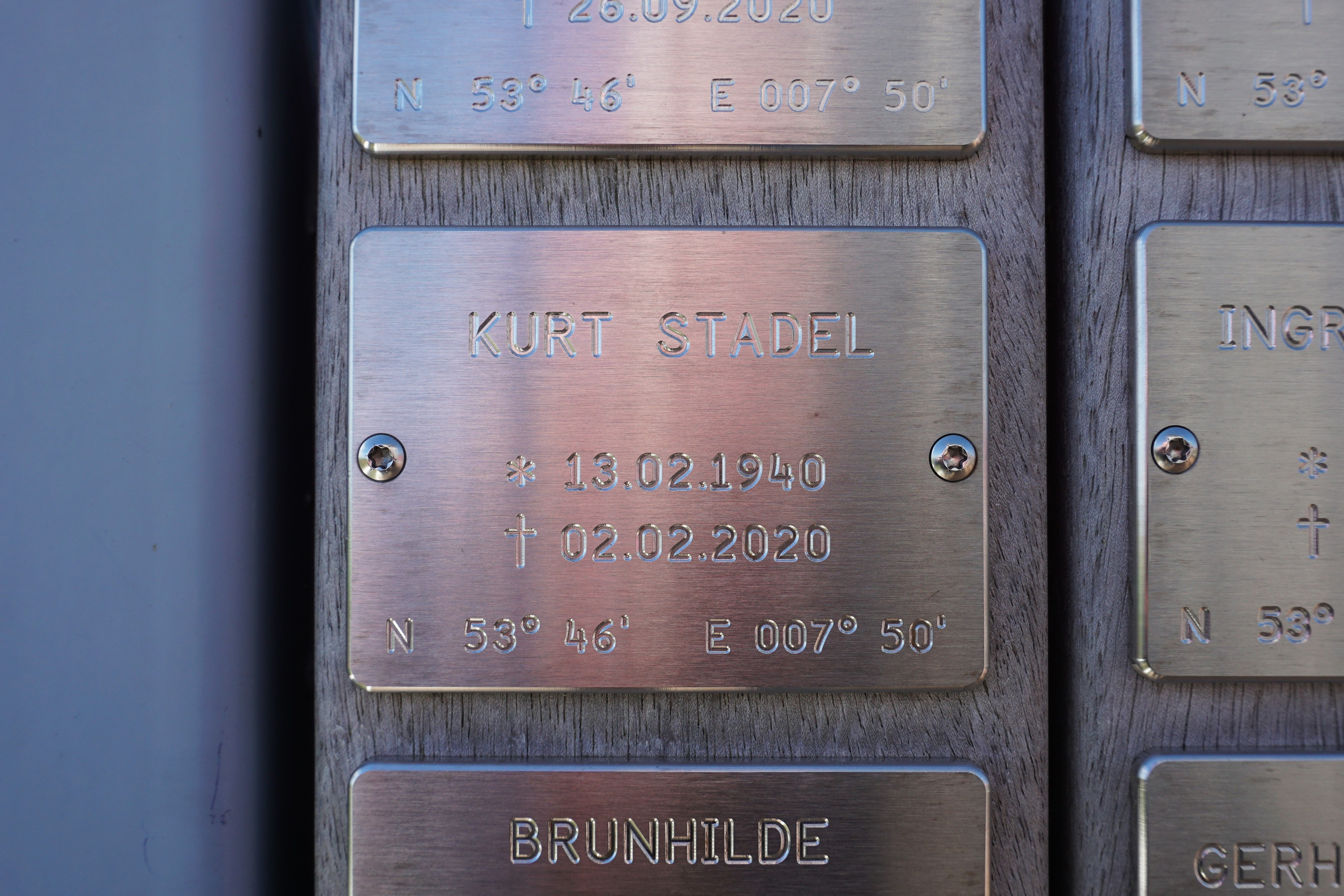
Gedenktafel für Kurt Stadel

Die Brücke der Erinnerung ist eine Gedenkstätte für auf See Bestattete am Harlesieler Hafen.
Die Gedenkstätte wurde im Frühjahr 2016 als Ort der Ruhe, Begegnung und Erinnerung eröffnet. Sie ist auf das Seebestattungsgebiet zwischen den Inseln Spiekeroog und Wangerooge ausgerichtet. Auf einem nachgebildeten Schiffsheck können Blumen niedergelegt und auf der Sitzbank verweilt werden. Eine Laterne brennt dort dauerhaft als sinnbildlicher Wegweiser.
An Stelen können Angehörige eine Gedenktafel aus Edelstahl mit dem Namen, Geburts- und Sterbedatum sowie den Bestattungskoordinaten anbringen lassen.